# Luscan
Luscan település Franciaországban, Haute-Garonne megyében. Lakosainak száma 45 fő (2022. január 1.). Luscan Bertren, Izaourt, Loures-Barousse, Barbazan, Galié és Sauveterre-de-Comminges községekkel határos.

## Népesség
A település népességének változása:
| Lakosok száma | 72   | 81   | 73   | 63   | 63   | 59   | 55   | 48   | 47   | 45   |
|               | 1968 | 1982 | 1990 | 2006 | 2013 | 2015 | 2017 | 2019 | 2020 | 2022 |